# Casella de selecció

Grup de caselles per poder seleccionar ingredients opcionals d'una Pizza.

En informàtica, una casella de selecció (en anglès check box o tick box) és un element d'interacció de la interfície gràfica d'usuari (giny) del Sistema Operatiu amb l'usuari, que permet a aquest fer seleccions múltiples d'un conjunt d'opcions.

## Descripció
Consta d'una casella que permet presentar fins a tres estats diferents: marcat, desmarcat i indeterminat. L'estat marcat es mostra a través d'una crispeta, el desmarcat amb el quadre en blanc i l'indeterminat amb un quadre dins del quadre blanc que és el control. Algunes ocasions el programador de l'aplicació determina que el control només permeti dos estats: marcat i desmarcat.
La marca implica l'acceptació de l'opció que hi està enllaçada, i per tant, la falta de marca implica la negació de l'acceptació. L'estat indeterminat torna una resposta en nul.
Normalment, els checkbox són mostrats en la pantalla com una caixa quadrada que pot contenir un espai en blanc (per a deseleccionar) o una marca de revisió o una X (per seleccionar) una opció independent de les altres. Al costat del checkbox normalment es mostra un text descriptiu del significat de l'opció. Invertir l'estat d'un checkbox es realitza fent clic amb el ratolí sobre la caixa o el seu text associat, o usant una drecera de teclat.

## Aparença
És un petit quadre al costat de l'opció a seleccionar. A priori poden semblar iguals que els botons d'opció, amb la diferència que aquests accepten només una de les opcions que es tinguin enllaçades en un grup, mentre que en un grup de caselles de selecció permet la selecció de més d'una opció.

## Aplicacions
Poden veure's en multitud d'entorns visuals, com Windows, KDE, Gnome.